# Scaphoideus transvittatus
Scaphoideus transvittatus är en insektsart som beskrevs av Li och Dai 2004. Scaphoideus transvittatus ingår i släktet Scaphoideus och familjen dvärgstritar. Inga underarter finns listade i Catalogue of Life.